# إريكس ريجز
إريكس ريجز (باللاتفية: Ēriks Rags) مواليد 1 يونيو 1975، هو رامي رمح لاتفي. مثل بلاده في الأولمبياد. أفضل رقم شخصي له هو 86.47 متر. فاز بالميدالية الذهبية في الألعاب الجامعية الصيفية.

## سجل المنافسة
| العام       | المسابقة                                  | المكان           | المركز      | ملاحظة      |
| يمثل لاتفيا | يمثل لاتفيا                               | يمثل لاتفيا      | يمثل لاتفيا | يمثل لاتفيا |
| ----------- | ----------------------------------------- | ---------------- | ----------- | ----------- |
| 1994        | بطولة العالم للناشئين لألعاب القوى 1994   | لشبونة           | 28          | 60.52 م     |
| 1995        | الألعاب الجامعية الصيفية 1995             | فوكوكا (فوكوكا)  | 14          | 69.64 م     |
| 1997        | بطولة أوروبا لألعاب القوى تحت 23 سنة 1997 | توركو            | 4           | 78.12 م     |
| 1997        | بطولة العالم لألعاب القوى 1997            | أثينا            | 22          | 75.06 م     |
| 1997        | الألعاب الجامعية الصيفية 1997             | قطانية           | 6           | 74.84 م     |
| 1998        | بطولة أوروبا لألعاب القوى 1998            | بودابست          | 21          | 74.27 م     |
| 1999        | الألعاب الجامعية الصيفية 1999             | ميورقة (مدينة)   | 1           | 83.79 م     |
| 1999        | بطولة العالم لألعاب القوى 1999            | إشبيلية          | 10          | 81.64 م     |
| 2000        | الألعاب الأولمبية الصيفية 2000            | سيدني            | 26          | 75.75 م     |
| 2001        | بطولة العالم لألعاب القوى 2001            | إدمونتون         | 8           | 82.82 م     |
| 2001        | الألعاب الجامعية الصيفية 2001             | بكين، الصين      | 1           | 82.72 م     |
| 2001        | ألعاب النوايا الحسنة 2001                 | بريزبان          | 3           | 84.68 م     |
| 2002        | بطولة أوروبا لألعاب القوى 2002            | ميونخ            | 4           | 84.07 م     |
| 2003        | بطولة العالم لألعاب القوى 2003            | باريس            | 17          | 75.72 م     |
| 2004        | الألعاب الأولمبية الصيفية 2004            | أثينا            | 7           | 83.14 م     |
| 2005        | بطولة العالم لألعاب القوى 2005            | هلسنكي، فنلندا   | 6           | 78.77 م     |
| 2006        | بطولة أوروبا لألعاب القوى 2006            | غوتنبرغ          | 9           | 79.51 م     |
| 2007        | بطولة العالم لألعاب القوى 2007            | أوساكا           | 11          | 80.01 م     |
| 2008        | الألعاب الأولمبية الصيفية 2008            | بكين، الصين      | 13          | 79.33 م     |
| 2009        | بطولة العالم لألعاب القوى 2009            | برلين            | 26          | 76.23 م     |
| 2009        | نهائي ألعاب القوى العالمي 2009            | سالونيك          | 8           | 74.93 م     |
| 2010        | بطولة أوروبا لألعاب القوى 2010            | برشلونة، إسبانيا | 11          | 76.93 م     |
| 2011        | بطولة العالم لألعاب القوى 2011            | دايغو            | 20          | 77.34 م     |

## روابط خارجية
- إريكس ريجز على موقع الاتحاد الدولي لألعاب القوى (الإنجليزية)
- إريكس ريجز على موقع الاتحاد اللاتفي لألعاب القوى (اللاتفية)
- إريكس ريجز على موقع الدوري الماسي (الإنجليزية)
- إريكس ريجز على موقع اللجنة الأولمبية الدولية (الإنجليزية)
- إريكس ريجز على موقع أوليمبيديا (الإنجليزية)
- إريكس ريجزعلى موقع اللجنة الأولمبية اللاتفية (مؤرشف) (اللاتفية)